# Adelpha salmoneus
Adelpha salmoneus is een vlinder uit de onderfamilie Limenitidinae van de familie Nymphalidae. De wetenschappelijke naam van de soort werd als Heterochroa salmoneus in 1865 gepubliceerd door Arthur Gardiner Butler.